# Otto Reiniger

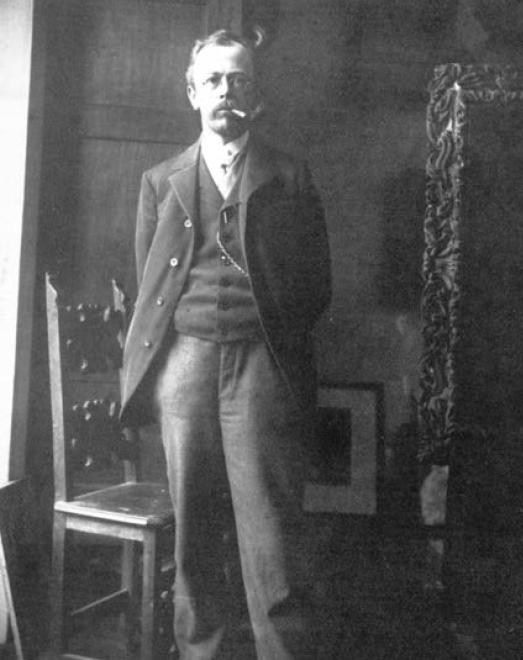
Porträt von Otto Reiniger 1903 in der Villa San Remigio, Pallanza

Otto Reiniger (* 27. Februar 1863 in Stuttgart; † 24. Juli 1909 auf dem Landgut Tachensee bei Weilimdorf (heute zu Stuttgart)) war ein deutscher Landschaftsmaler des Impressionismus.

## Leben

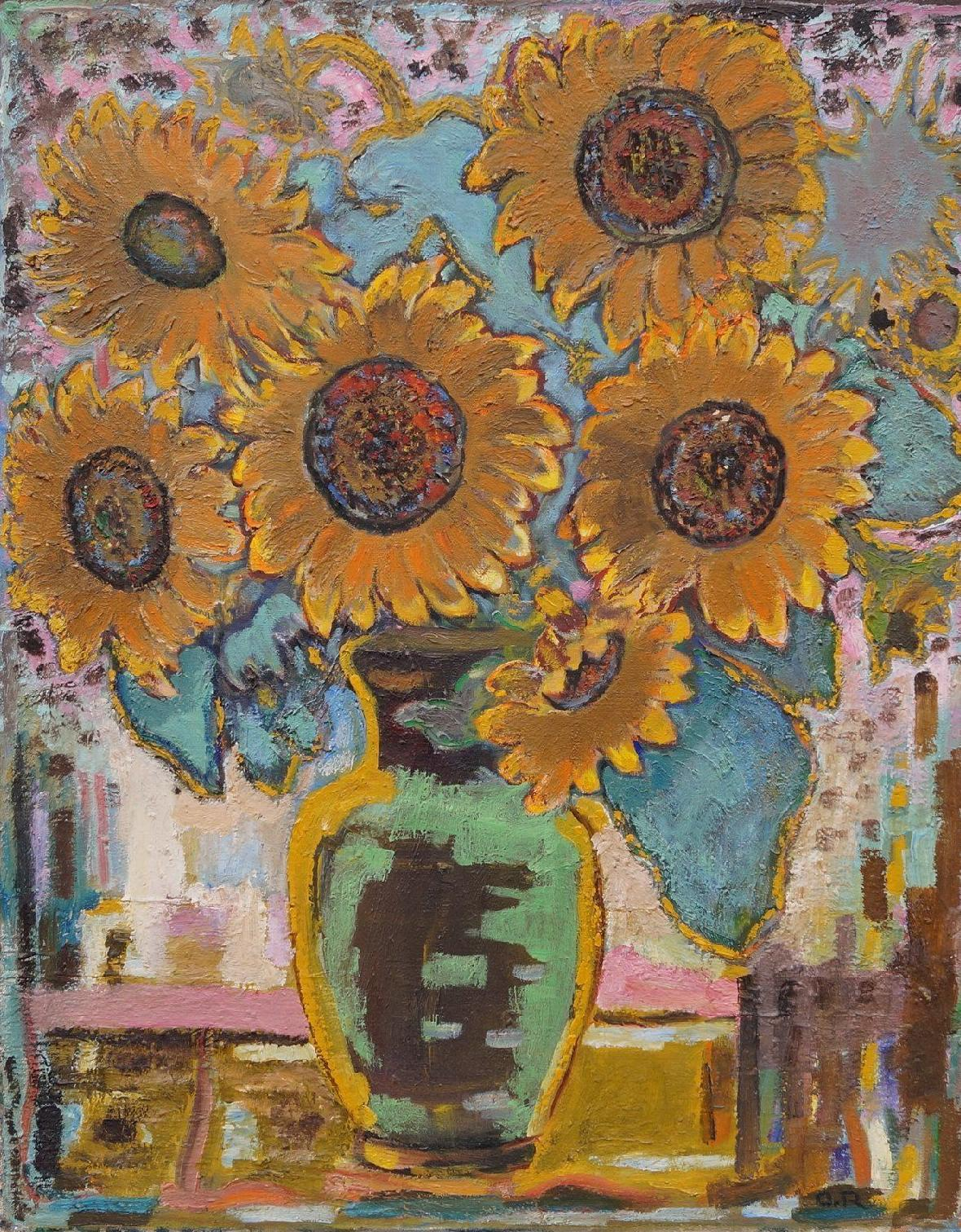
Blumen von Vincent van Gogh inspiriert, 1907–1909

Reiniger war ein Sohn des Zigarrenfabrikanten und Stuttgarter Stadtrats Gottlieb Albert Reiniger (1803–1868) und dessen Ehefrau Luise, geb. Boeltz (1823–1913). Nach dem Besuch des Eberhard-Ludwig-Gymnasiums in Stuttgart studierte er zunächst an der dortigen Staatlichen Akademie der Bildenden Künste bei Jakob Grünenwald und Albert Kappis, wechselte dann 1883 von Januar bis April zur Akademie der Bildenden Künste München und nahm Unterricht bei Joseph Wenglein. Im selben Jahr folgte ein Aufenthalt im mittelitalienischen Olevano Romano (Juni bis November) und auch in den darauf folgenden Jahren unternahm er mehrere Studienreisen nach Italien. In seiner Monografie Die Deutschen Kunstakademien im 19. Jahrhundert: Künstlerausbildung zwischen Tradition und Avantgarde schreibt Ekkehard Mai zu Reinigers Lehrjahren: „Der Historien- und Genremaler Jakob Grünenwald, ebenfalls in München ausgebildet, Friedrich Keller, Albert Kappis und Adolf von Donndorf gaben der Stuttgarter Kunst im neunten Jahrzehnt [des 19. Jhs.] die Richtung. Offensichtlich nicht ausreichend, denn nach wie vor war eher München das Reiseziel, wenn man sich die Ausbildungszeiten Haugs, Otto Reinigers und Hermann Pleuers vor Augen hält.“

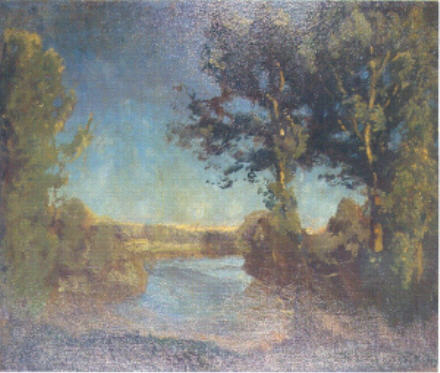
Otto Reiniger: Neckarlandschaft, 1903

1888 kehrte er nach Stuttgart zurück und ließ sich dort nieder. 1883 heiratete er Marie Schraudolph (1867–1951), Tochter des Malers und Professors der Stuttgarter Kunstakademie Claudius Schraudolph der Jüngere (1843–1902). 1906 zog Reiniger auf ein Landgut am Tachensee, welcher zwischen den damals noch eigenständigen Gemeinden Korntal und Weil im Dorf liegt. Zwei Jahre zuvor war bei einem Brand in seinem Stuttgarter Atelier ein Großteil seiner Werke vernichtet worden.
Reiniger war Onkel und Pate der Malerin Helene Wagner. Die am 23. April 1878 in Stuttgart geborene Malerin war Schülerin von Prof. Christian Landenberger (seinerseits ein impressionistischer Maler). Sie lebte und arbeitete bis zu ihrem Tode am 16. September 1956 in Stuttgart und schuf als Themen besonders Landschaften, Stillleben, Porträts – vor allem Kinderportraits. Die Künstlerin blieb unverheiratet.
Otto Reiniger war Mitglied im Deutschen Künstlerbund.

## Auszeichnungen und Ehrungen
Im Jahr 1900 wurde Reiniger der Professorentitel verliehen, er hatte jedoch keinen Lehrauftrag inne. Eine Straße in Stuttgart trägt den Namen Otto Reinigers. Auch in Ostfildern nahe Stuttgart gibt es einen Otto Reiniger-Weg.
Theodor Heuss, von 1949 bis 1959 der erste Bundespräsident der Bundesrepublik Deutschland, schrieb in einem Brief vom 4. Februar 1947 an den SPD-Politiker Fritz Ulrich: „Wenn schon Namen aus der bildenden Kust kommen sollen, dann kann man die großen württ[embergischen] Maler wie Otto Reiniger, Hermann Pleuer, Friedrich Keller (…) wählen (…)“

## Künstlerisches Schaffen

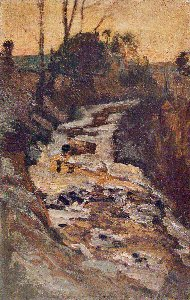
Otto Reiniger Feuerbach im Herbst, Anfang der 1890er Jahre Reinigers bevorzugtes Thema

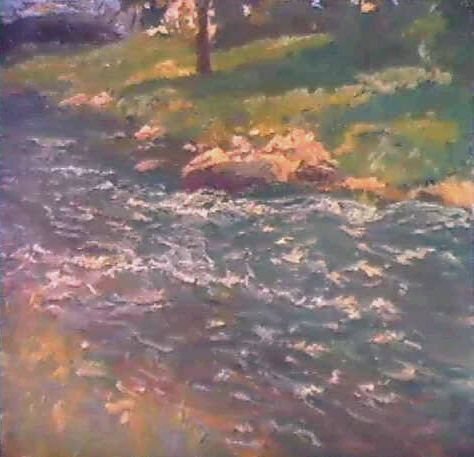
Otto Reiniger Flusslandschaft. „Unbestritten war Reiniger der unübertroffene Meister der Wiedergabe des strömenden Wassers.“ (I. Schmid)

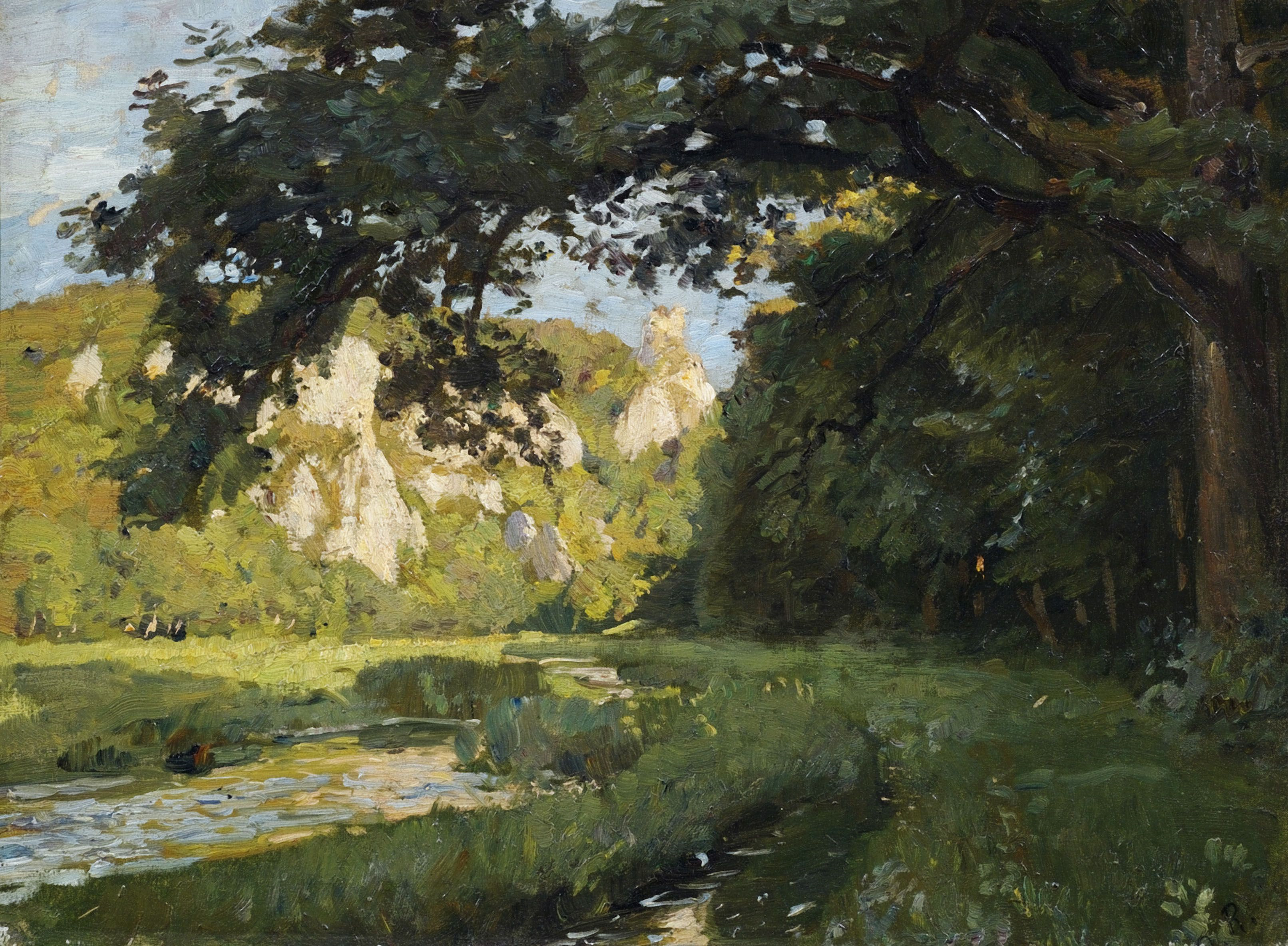
Otto Reiniger: Sommerliche Landschaft, um 1909

Otto Reiniger gilt als einer der bedeutendsten Vertreter des sogenannten Schwäbischen Impressionismus. Er wurde sogar als „der führende Landschaftsmaler unter den schwäbischen Impressionisten“ charakterisiert (Professor Ingobert Schmid). Als Wegbereiter dieser Schule gilt der Stuttgarter Lehrer Reinigers Albert Kappis. Zum Schwäbischen Impressionismus heißt es in einer Darstellung des Kunstmuseums Stuttgart: „In allen Regionen Europas wurde um 1900 die Freiluftmalerei der Impressionisten aufgegriffen und adaptiert. Der Schwäbische Impressionismus bildet dabei keine feste Gruppe; vielmehr vereint er Künstler, die sehr eigenständig die starken kulturellen Impulse aus Frankreich verarbeitet haben. Hermann Pleuer griff mit seinen Bahnhofsbildern ein typisch impressionistisches Motiv auf: die moderne Großstadt. Otto Reiniger malte die Landschaft um Stuttgart als von Licht durchdrungene Idylle. Und Christian Landenberger, der als Professor an der Stuttgarter Akademie lehrte, entwickelte aus der Münchner Malerei einen ganz eigenen Motivkreis. Sein Einfluss ist noch bei Oskar Schlemmer oder Otto Meyer-Amden zu spüren, die beide an der Stuttgarter Akademie studiert haben.“ Reiniger gehörte aber auch der Münchner Secession an.
Schon früh weckte Reiniger die Aufmerksamkeit der zeitgenössischen Künstler, Kritiker und Galeristen, unter ihnen Max Liebermann und Paul Cassirer. Die Verbreitung seines Schaffens in eine breitere Öffentlichkeit verdankte Otto Reiniger nicht zuletzt der Förderung des Mäzens Franz Freiherr von Koenig Fachsenfeld. Er schuf vor allem Gemälde seiner schwäbischen Heimat, insbesondere von Bach- und Flusslandschaften in verschiedenen Lichtstimmungen.
Zur Entwicklung und außergewöhnlichen Wirkung von Reinigers Werk schrieb Ingobert Schmid in dem oben zitierten Artikel: "Schon bei seinem frühen Auftreten in München war er als einer der Fortschrittlichen aufgefallen. Bei Studien am „Feuerbach“, seinem zu Anfang der 90er-Jahre bevorzugten Thema, entwickelt Reiniger seinen Malstil mit lebhaftem Duktus und einem gedämpften Kolorit ganz eigener Prägung. Durch äußerst feine Abstufung der Töne und einer mit borstigem Pinsel erzeugten rauen Oberflächenstruktur erzielt er äußerst reizvolle Wirkungen. Die Klangfarbe seiner Palette – gleichsam das Timbre seiner Stimme – macht Reiniger unverwechselbar. Unbestritten war Reiniger der unübertroffene Meister der Wiedergabe des strömenden Wassers. Um die Jahrhundertwende kündigte sich in Reinigers Schaffen ein Wandel an, wohl angeregt durch seine Begegnung mit Bildern französischer Impressionisten, die in Stuttgart erstmals 1901 im Württembergischen Kunstverein und dann 1904 im Museum für Bildende Kunst (heute Staatsgalerie) ausgestellt waren. Nachdem bis dahin Reiniger den Typus des Nahbildes bevorzugt hatte, wird jetzt der Blick geweitet und die dumpfe Klangfarbe durch hellere Leuchtkraft der Farbe abgelöst. Ein eindrucksvolles Beispiel hierfür gibt die Studie „Neckar bei Hofen“. Zu den zahlreichen Bewunderern Reinigers gehörte der Maler Hans Molfenter (1884–1979), der Reiniger für den Maler mit dem höchsten Naturgefühl hielt.
Obwohl Otto Reiniger, dem 1900 der Professorentitel verliehen worden war, kein Lehramt innehatte, war er für eine ganze Generation von schwäbischen Landschaftsmalern richtungsweisend, so beispielsweise für die in der Murrhardter Ausstellung vertretenen Karl Schickhardt (1866–1933) und Erwin Starker (1872–1938). Auch unter den Frühwerken der jungen Akademieschülerin Maria Caspar-Filser und solchen von Willi Baumeister finden sich Bilder 'in der Art von Otto Reiniger'.
Zum 100. Todestag Reinigers wurde vom 18. Oktober bis 13. Dezember 2009 im Schloss Fachsenfeld in Aalen eine Ausstellung seines Gesamtwerks organisiert.
Vom 9. bis 25. März 2012 fand im Bürgertreff Korntal und vom 29. April bis 20. Mai 2012 im Heimatmuseum Münchingen eine Ausstellung statt mit dem Titel „Malerei im Strohgäu 1900–1960. Von Otto Reiniger bis Sepp Vees“. In einer Pressemitteilung zur Ausstellung hieß es: „Im Zentrum der Präsentation stehen die Werke Otto Reinigers (1863–1909), der zu den wichtigsten deutschen Landschaftsmalern des Impressionismus zählt. Seine Bilder sind von überregionaler Bedeutung. Er ließ sich 1905 auf dem Landgut am Tachensee bei Korntal nieder. In seiner Nachfolge zog es auch andere Künstler wie Erwin Starker, Hermann Umgelter und Franz Heinrich Gref ins Strohgäu.“

## Sammlungen
- Kunstmuseum Stuttgart – Galerie der Stadt Stuttgart, Stuttgart. Schon die Entstehungsgeschichte der Städtischen Sammlung ist mit dem Werk Reinigers verbunden. Diese beginnt 1924 mit der Stiftung der Privatsammlung des Marchese Silvio della Valle di Casanova, die aus Werken der Stuttgarter Impressionisten Hermann Pleuer, Otto Reiniger und Christian Landenberger bestand.
- Schloss Fachsenfeld, Aalen
- Museum Nuss, Weinstadt-Stümpfelbach
- Stadt Korntal-Münchingen, Heimatmuseum Münchingen